# Cres (Stadt)

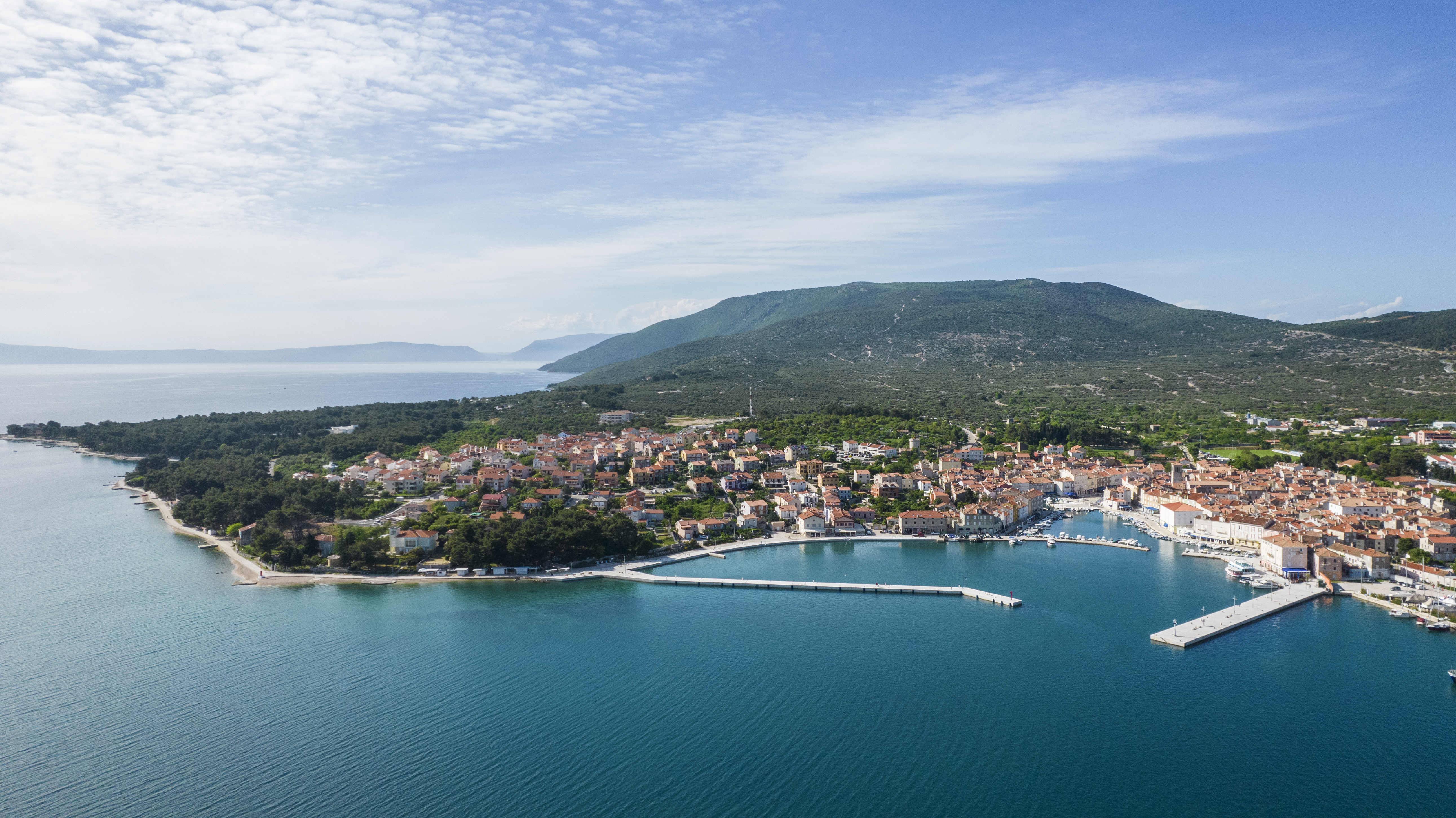
Blick auf Cres

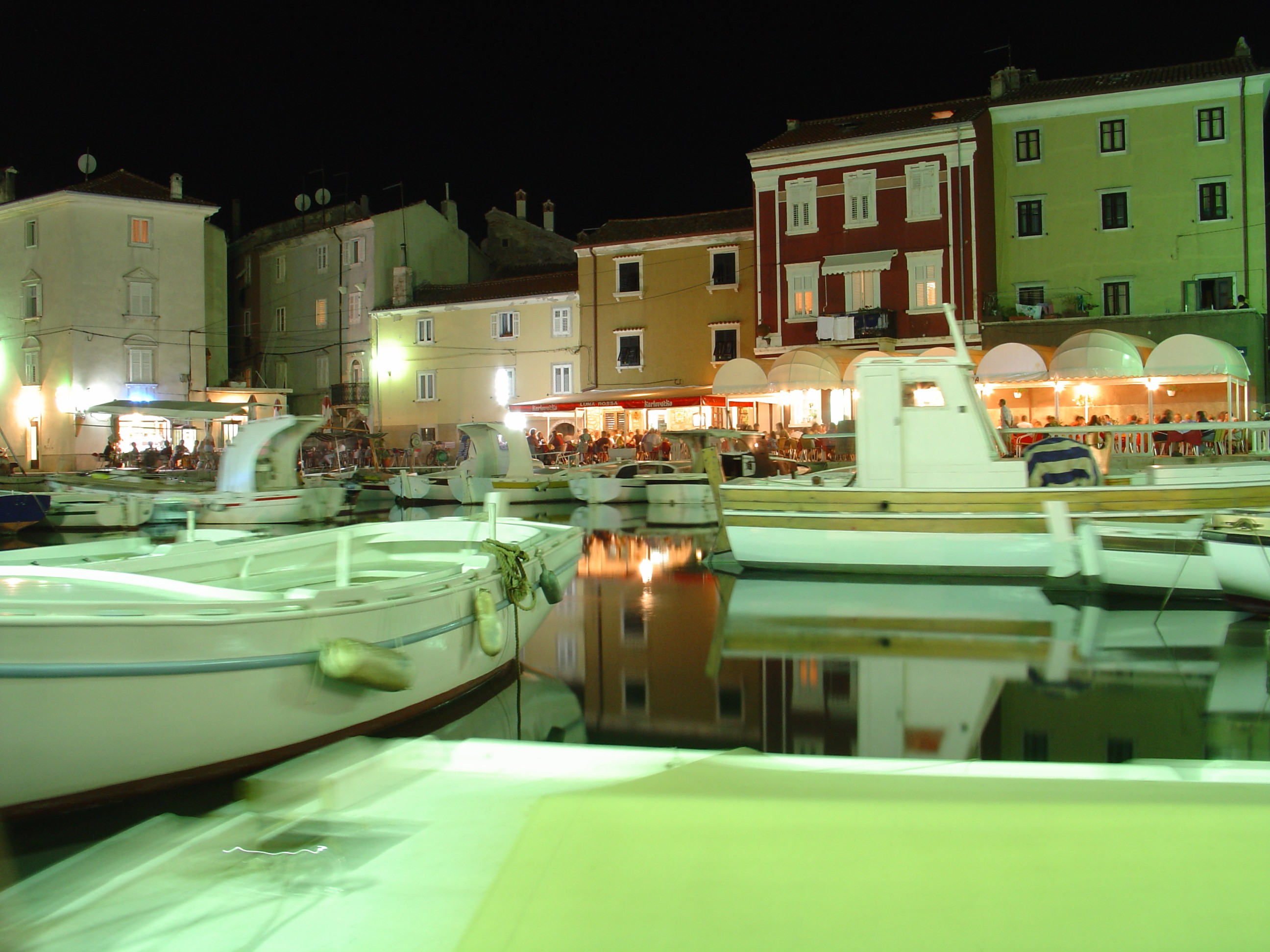
Das Hafenbecken bei Nacht

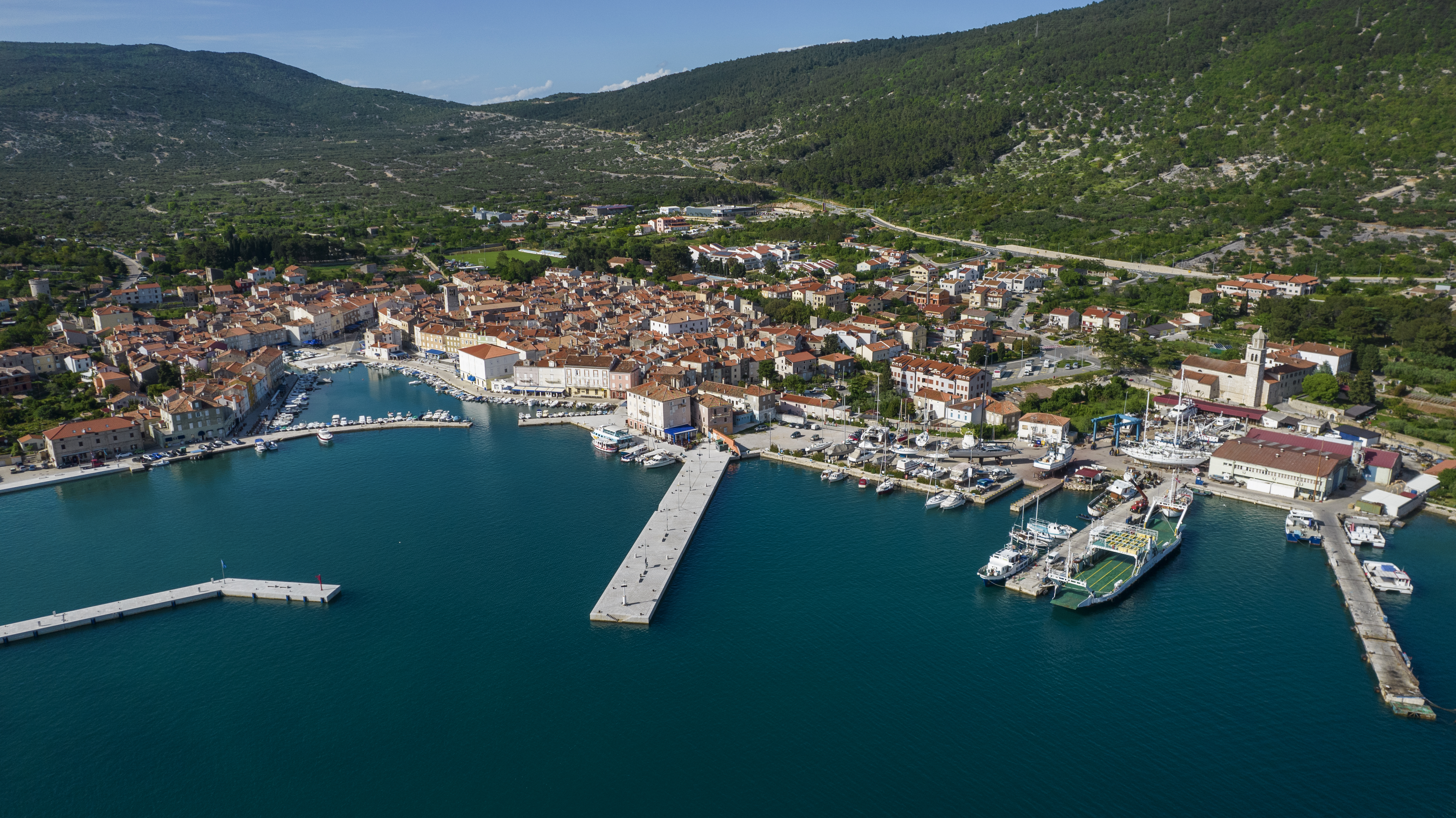
Yachthafen von Cres

Die Stadt Cres [tsrɛs] (latein. Crepsa, griechisch Κρέψα, italienisch Cherso, deutsch veraltet Kersch) ist die Inselhauptstadt der gleichnamigen (größten) kroatischen Insel Cres.

## Geschichte
Der Name Cres (deutsch veraltet: Kersch) rührt vom spätantiken "Crepsa" her. Bevor die Insel von Kroaten besiedelt wurde, gehörte Cres den Liburnern, es gibt jedoch auch griechische, römische und byzantinische Spuren.
Vom 9. Jahrhundert bis zum Jahr 1409 stand die ganze Insel unter kroatischer Herrschaft. Das Creser Statut reicht ins Jahr 1332 zurück.
Bis zum Jahr 1797 war Cres der Republik Venedig angehörig. Von 1805 bis 1814 Teil der französisch besetzten Illyrischen Provinzen, gehörte es anschließend bis 1918 zu Österreich-Ungarn. Im Ersten Weltkrieg wurde es von Italien erobert, bevor es im Jahr 1943 in die Hände der deutschen Armee fiel. Mit Ende des Zweiten Weltkriegs fiel Cres letztendlich wieder an Kroatien und wurde in den Staat Jugoslawien integriert.
Die heutige Gemeinde Cres erstreckt sich über alle Ortschaften des nördlichen und mittleren Teils der Insel, während die Ortschaften des südlichen Teils zur Stadt Mali Lošinj gehören. Nach der Auszählung des Jahres 2011 hat die Gemeinde 2879 Einwohner.

## Eingemeindete Ortschaften
- Porozina/Porosina (dt. veraltet: Poresin)
- Filozići/Filosici (dt. veraltet: Sankt Niklas)
- Dragozetići/Dragosetti
- Ivanje/San Ivano
- Sveti Petar/San Pietro (dt. veraltet: Sankt Peter)
- Beli/Belli        (dt. veraltet: Kaißol)
- Predošćica/Predosizza
- Vodice/Vodizze
- Merag/Merago  (dt. veraltet: Märag)
- Loznati/Losnati
- Krčina/Chersina
- Valun/Vallun
- Podol
- Lubenice/Lubenizza (dt. veraltet: Lubenitz)
- Zbičina
- Pernat/Pernatto
- Orlec/Orlezzi
- Vrana/Passo
- Hrasta/Crasta
- Grmov/Gormovo
- Stivan/Stivano
- Miholašćica/San Michele
- Martinšćica/San Martino
- Vidovići/Vidovisi

## Persönlichkeiten
- Francesco Patrizi da Cherso (Frane Petrić, 1529–1597), Philosoph
- Innocente Chersich (1861–1943), istrianisch-italienischer Politiker und Anwalt
- P. Placido Cortese (1907–1944), Ordensgeistlicher, Widerstandskämpfer und Opfer des Nationalsozialismus
- Antonio Vitale Bommarco (1923–2004), römisch-katholischer Geistlicher, Erzbischof von Gorizia
- Mate Solis (1935–2019), kroatischer Künstler